# Напостіство
Напостіство («Напостівська платформа») — лівацька позиція групи журналу «На посту» і РАПП (Російської Асоціації Пролетарських Письменників), сповнена неґацією до попутників, письменників, що не належали до їхньої групи, до культурної спадщини і національних культур СРСР.
Термін походить від назви російського журналу «На посту» (1923—1925, згодом «На літературному посту»), що виходив за редакцією Б. Воліна, Г. Лелевича, С. Родова.
На московській нараді в справі літератури, у травні 1924 року проти «напостівства» виступили такі партійні діячі як Лев Троцький, Н. Бухарін, А. Луначарський. Вони висловилися проти диктаторських методів у літературі і вважали вільну конкуренцію талантів основною передумовою справжнього розвитку мистецтва.
Дискусія на цю тему знайшла свій відгук і в Україні.